# Socha Nejsvětější Trojice (Jakubovice)
Barokní pískovcové sousoší Nejsvětější Trojice od neznámého autora datované chronogramem do roku 1768 se nalézá u polní cesty vedoucí z Jakubovic k poutnímu místu Mariánská Hora v okrese Ústí nad Orlicí. Sloup se sousoším je od roku 1958 chráněn jako nemovitá kulturní památka ČR.

## Popis
Na pískovcovém základě u polní cesty stojí nízký hranolový, nahoře okosený podstavec s předsazeným čelem. Na zadní straně podstavce vytesán renovační nápis s letopočtem 1936.
Na podstavci stojí hranolový pilíř s boky ozdobenými výraznými volutami. Vystupující čelní strana pilíře je ozdobena reliéfem Panny Marie s Ježíškem, pod reliéfem je vytesán německý nápis s vročením 1768. Pilíř je nahoře zakončen výraznou profilovanou římsou vzepjatou ve středu do půlkruhu, ve kterém je vytesána reliéfní květina.
Na pilíři stojí konický obelisk čtvercového průřezu s jednoduše profilovanou patkou a hlavici, přední část je zdobena rokajovými reliéfními motivy a páskou. Zbylé stěny jsou zdobeny lineárními vpadlými poli. 
Na vrcholu obelisku je umístěno sousoší Nejsvětější Trojice – sedící Bůh Otec s tiárou, mezi koleny drží krucifix s ukřižovaným Kristem, u nohou má holubici ve svatozáři představující Ducha svatého. 